# Unia Polityki Realnej
De Unie voor Reële Politiek (UPR) (Pools: Unia Polityki Realnej) is een conservatief-liberale politieke partij in Polen. De ideologie van de partij kan worden gekenschetst als ultra-liberaal, conservatief en monarchistisch.
De UPR is een van de oudste partijen in de hedendaagse Poolse politiek: de partij werd reeds op 14 november 1987 opgericht als Beweging voor Reële Politiek (Pools: Ruch Polityki Realnej, RPR) en op 6 december 1990 geregistreerd als "Conservatief-Liberale Partij Unie voor Reële Politiek". Leider van de UPR was lange tijd de bekende publicist en beroepsbridger Janusz Korwin-Mikke.
Hoewel de UPR steeds aan alle verkiezingen heeft deelgenomen, heeft zij nooit de steun genoten van meer dan 1-2% van de kiezers. Alleen bij de verkiezingen van 1991 wist de partij drie zetels in de Sejm te bemachtigen.
In 2009 stapte Korwin-Mikke uit de partij, waarop de partij ten prooi viel aan interne conflicten. In 2010 verliet een grote groep leden de partij om een nieuwe partij op te richten, UPR-WiP (Wolność i Praworządność, "Vrijheid en Wettelijkheid"). Deze werd in 2011 omgedoopt tot Congres van Nieuw Rechts (KNP). Het restant van de UPR ging in 2014 op in de Nationale Beweging (Ruch Narodowy), maar bleef daarnaast wel als zelfstandige partij bestaan.